# Citroën Méhari
Citroën Méhari je terénní automobil, vyráběný v letech 1968–1988 ve francouzské automobilce Citroën. Jméno vozu pochází z francouzského označení dromedára.
Celkem bylo vyrobeno 144 953 kusů, z toho 1213 vozů mělo pohon všech kol (model AYCE). Karoserie byla vyrobena z plastu ABS. Objem motoru byl stejný jako u vozů Citroën 2CV a Citroën Dyane 6, tedy 602 cm³.